# Verleihung der Student Academy Awards 2016
Die 43. Verleihung der Student Academy Awards fand am 22. September 2016 im Samuel Goldwyn Theater in Beverly Hills statt. Die Auszeichnungen wurden von den Schauspielern Joel Edgerton, Lucy Liu, Daisy Ridley und Parker Sawyers präsentiert. Die Preisträger waren bereits am 29. August 2016 bekanntgegeben worden, allerdings in einigen Kategorien nicht, ob sie den Preis in Gold, Silber oder Bronze erhalten werden.

## Liste der Preisträger
Animationsfilme
- Gold: Once Upon a Line – Alicja Jasina
- Silber: The Wishgranter – Echo Wu
- Die Flucht – Carter Boyce

Alternative
- Gold: All These Voices – David Henry Gerson
- Silber: Cloud Kumo – Yvonne Ng
- Bronze: The Swan Girl – Johnny Coffeen

Dokumentationsfilme
- Gold: 4.1 Miles – Daphne Matziaraki
- Silber: Fairy Tales – Rongfei Guo
- Bronze: From Flint: Voices of a Poisoned City – Elise Conklin

Spielfilme
- Gold: Nocturne in Black – Jimmy Keyrouz
- Silber: It's Just a Gun – Brian Robau
- Bronze: Rocket – Brenna Malloy

Ausländische Spielfilme

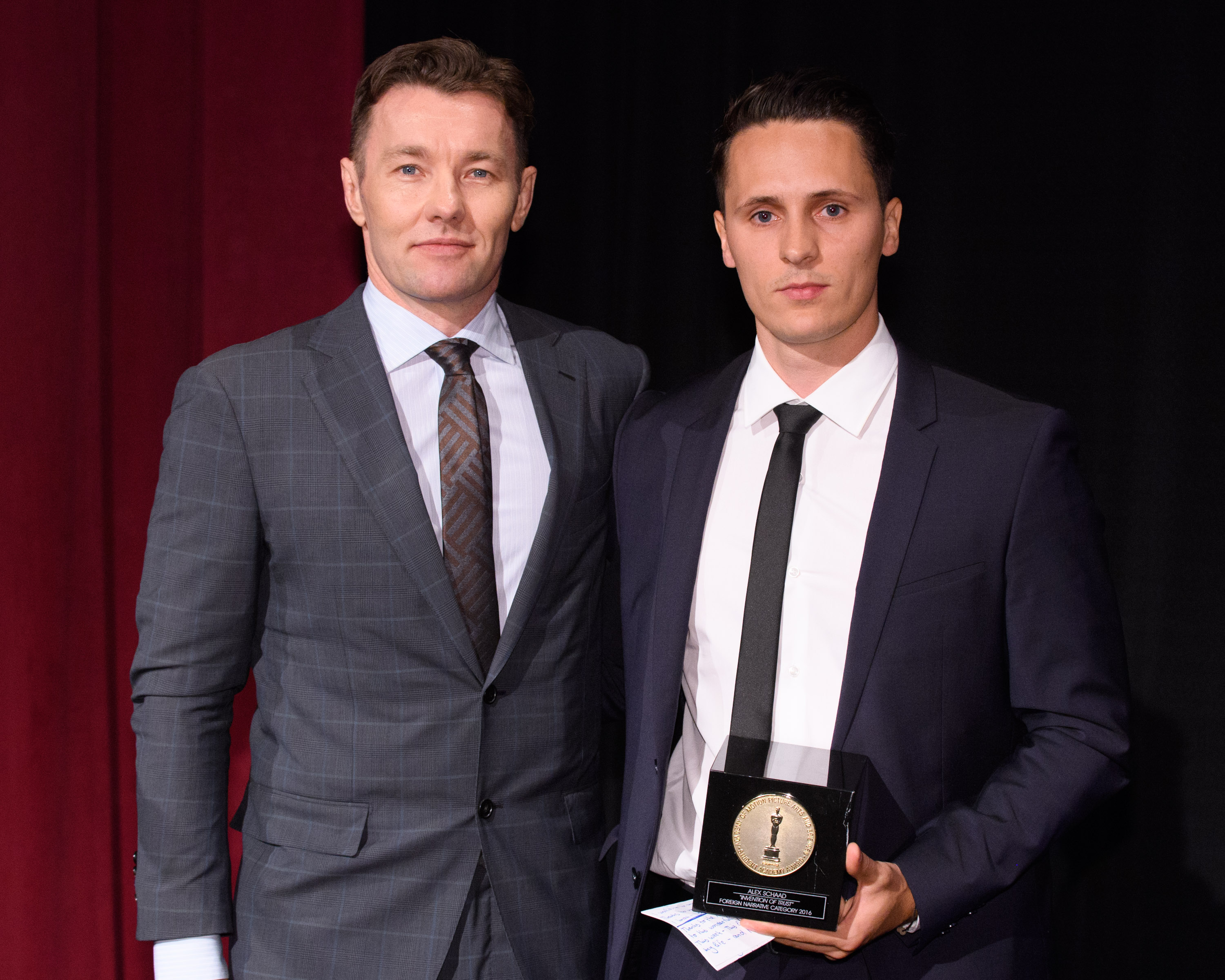
Alex Schaad (rechts) mit Moderator Joel Edgerton bei der Verleihung

- Gold: Invention of Trust – Alex Schaad
- Silber: Am Ende der Wald – Felix Ahrens
- Bronze: Tenants – Klara Kochanska

Ausländische Animationsfilme
- Auszeichnung in Gold: Ayny – Ahmad Saleh

Ausländische Dokumentationsfilme
- Auszeichnung in Gold: The Most Beautiful Woman – Maya Sarfaty